# Банкервил (Невада)
Банкервил (енгл. Bunkerville) насељено је место без административног статуса у америчкој савезној држави Невада.

## Демографија
По попису из 2010. године број становника је 1.303, што је 289 (28,5%) становника више него 2000. године.
| Група             | 2000.       | 2010.       |
| Белци             | 709 (69,9%) | 903 (69,3%) |
| Афроамериканци    | 7 (0,7%)    | 11 (0,8%)   |
| Азијати           | 19 (1,9%)   | 2 (0,2%)    |
| Хиспаноамериканци | 252 (24,9%) | 354 (27,2%) |
| Укупно            | 1.014       | 1.303       |